# 荒谷清水
荒谷 清水（あらたに きよみ、1962年7月22日 - ）は、日本の俳優、演出家。大阪府出身。劇団南河内万歳一座、マッシュ所属。
身長165cm。体重58kg。血液型はA型

## 出演作品

### 映画
- 王手（1991年）
- 鉄男II BODY HAMMER（1992年）
- BOXER JOE（1995年） - 客
- TOKYO FIST（1995年）
- ビリケン（1996年） - チンピラ
- 岸和田少年愚連隊（1996年）
- ヒロイン! なにわボンバーズ（1998年）
- 黒い家（1999年） - 守衛
- 明るくなるまでこの恋を（1999年）
- いちげんさん（2000年）
- ざわざわ下北沢（2000年） - 看板屋
- ぼくんち（2003年）
- きょうもできごと（2004年）
- ガキンチョ★ROCK（2004年） - 今岡
- お父さんのバックドロップ（2004年） - ドラゴン井上
- 村の写真集（2004年）
- かぞくのひけつ（2006年） - 寄合いの司会
- うん、何?（2008年） - 近所の親父
- ばかもの（2010年）
- 八日目の蟬（2011年）
- 黄金を抱いて翔べ（2012年）
- SPINNING KITE（2013年）
- 少年H（2013年）
- MOOSIC LAB 2014／寝床より愛をこめて（2013年）
- あしたになれば。（2015年）
- の・ようなもの のようなもの（2016年）
- エヴェレスト 神々の山嶺（2016年）
- 心が叫びたがってるんだ。（2017年） - 大慈寺住職
- つれない男（2017年） - 主演
- 終わった人（2018年）
- ごっこ（2018年）
- 最後の審判（2019年）
- 嘘八百 京町ロワイヤル（2020年）
- Fukushima 50（2020年）
- ゴジラ-1.0（2023年）

### テレビドラマ
NHK
- 土曜ドラマ / とおせんぼ通り（1992年） - 居酒屋の客
- ドラマ愛の詩 浪花少年探偵団（2000年） - 漆崎警部補
- 連続テレビ小説 芋たこなんきん（2006年） - 工藤貞男
- 木曜時代劇 柳生十兵衛七番勝負 島原の乱（2007年）
- NHKスペシャル 鬼太郎が見た玉砕 〜水木しげるの戦争〜（2007年）
- オトコマエ!（2008年） - 小六
- 時々迷々（2009年）
- 土曜ドラマスペシャル 負けて、勝つ 〜戦後を創った男・吉田茂〜（2012年）
- 大河ドラマ
  - 麒麟がくる（2020年）
  - 青天を衝け（2021年） - 紺屋

日本テレビ
- 木曜ドラマ 遺産相続弁護士 柿崎真一（2016年）

TBS
- ドラマ30
  - 野々山家の人々（1994年）
  - おかみさんドスコイ!!（2002年）
- 水戸黄門 第42部（2010年） - 榊原伊十郎
- 深夜食堂3（2014年） - 井手

フジテレビ
- ロシアンタコヤキ（2001年）
- 土曜プレミアム 誰も守れない（2009年）
- ストロベリーナイト（2010年）
- CONTROL〜犯罪心理捜査〜（2011年）
- 金曜プレステージ 検事・霞夕子4（2013年） - 千葉竜吾
- 赤と黒のゲキジョー　おばさん弁護士 町田珠子（2015年）
- ショムニ2013（2013年）
- ヨーロッパ企画の26世紀フォックス（2014年）
- 新・ミナミの帝王17（2019年）

テレビ朝日
- 仮面ライダーシリーズ
  - 仮面ライダーカブト（2006年） - 居酒屋の店主
  - 仮面ライダーキバ（2008年） - 豆腐屋
- 土曜ワイド劇場
  - 終着駅シリーズ第23作「死差路」（2009年10月10日） - 向井雄一
  - 再捜査刑事・片岡悠介1（2010年） - 田口剛司
  - タクシードライバーの推理日誌第27作「甲州石和〜殺意の子守唄 狙われた小さな目撃者?!密封された死体の謎」（2010年10月9日） - 山梨県警察・加古川大介
  - 東京駅お忘れ物預り所5（2012年） - 小野刑事
- 相棒
  - season9第3話「最後のアトリエ」（2010年11月10日） - 贋高柳元
  - season18第12話「青木年男の受難」（2020年1月15日） - 相良治夫
- 新・警視庁捜査一課9係 season3（2011年） - 江田島聡
- 科捜研の女（2017年） - 三野輪忠
- 日曜プライム 棟居刑事シリーズ11（2019年） - 釣り人
- 日曜ワイド
  - 西村京太郎トラベルミステリー71「ニセ十津川とニセ亀井!!特急あずさ22号、走行中に消えた謎の女…」（2020年1月5日） - 蕎麦屋「弁天」店主
- 特捜9（2020年） - 布江浩一

テレビ東京
- 水曜ミステリー9 不倫調査員・片山由美9（2007年） - 今津屋店主
- 警視庁ゼロ係〜生活安全課なんでも相談室〜（2016年） - 皆川太郎

NHK BSプレミアム
- 立花登青春手控え（2016年） - 源六

BS8K
- スパイの妻（2020年）

BSフジ
- 天国の樹（2006年）

WOWOW
- 連続ドラマW
  - 沈まぬ太陽（2016年）
  - ヒトヤノトゲ〜獄の棘〜（2017年） - 野間
  - 湊かなえ ポイズンドーター・ホーリーマザー（2019年）

### テレビ番組
- 歴史にドキリ（2012年）

### ラジオドラマ
- 迷走ランナー
- FMシアター（NHK-FM）
  - 夜の灯（1999年10月2日）
- 青春アドベンチャー（NHK-FM）
  - プリンセス・トヨトミ（2009年11月23日 - 12月4日） - 課長
  - 「火喰鳥 羽州ぼろ鳶組」（2018年7月23日 - 8月3日）[2] - 松太郎 役
  - 『ディス・イズ・ザ・デイ』（2019年7月1日 - 5日）
    - 篠村兄弟の恩寵（2019年7月1日）
    - 龍宮の友達（2019年7月3日）[3]

### 配信ドラマ
- 愛のむきだし（2017年）
- 全裸監督（2019年）
- 地面師たち（2024年7月25日 - 、Netflix） - 刑事A 役[4]

### 舞台
- 都会からの風（1984年）※デビュー作[1]
- 南河内万歳一座公演
  - 青木さん家の奥さん（1990年）
  - 手の中の林檎（1998年）
  - 大胸騒ぎ（2007年）
  - S高原から（2009年）
- サド侯爵夫人（1990年）
- リア王
- ここからは遠い国
- Jack
- ジンジャーブレッド・レディはなぜアル中になったのか
- 大砲の家
- ハイキングフォーヒューマンライフ
- 調教師
- おとこたちのそこそこのこととここのこと
- ダモイ
- 泣いたらあかん
- 映像都市2008
- 御用牙
- バケレッタ
- 少女仮面
- いつか見た男達 〜ジェネシス〜（2012年）
- 吉本百年物語これで誕生!吉本新喜劇（2012年） - 八田竹男 役[5]
- 家族の休日
- GS近松商店（2015年）
- 詭弁 走れメロス（2016年）
- 青木さん家の奥さんII（2016年、2020年）※演出も担当
- 愛の終着駅（2016年）
- 演出家だらけの青木さん家の奥さん（2016年 - 2017年）
- 滅裂博士（2016年）
- 守護神（2017年）
- シャフ（2018年）※演出も担当
- 二十世紀少年少女読本（2018年）
- まじめが肝心（2020年）
- 夜明けの寄り鯨（2022年）[6]
- てなもんや三文オペラ（2022年）
- 鶴人（2024年）[7]
- 予言者・H（2025年公演予定）[8]